# 안일초등학교 여산분교
안일초등학교 여산분교는 대한민국 전라남도 여수시에 있었던 공립 초등학교이다.

## 학교 연혁
- 1939년 4월 19일 낭도공립심상소학교 개교(설립인가 4월 13일, 4년제 2학급)
- 1941년 4월 1일 낭도공립국민학교로 개칭
- 1945년 9월 30일 재개교
- 1946년 7월 적금분교장 개교
- 1948년 3월 1일 조발분교장 개교
- 1954년 4월 1일 사도분교장 개교
- 1959년 7월 25일 여산국민학교로 명칭 변경
- 1960년 4월 7일 둔병분교장 설립
- 1967년 추도분교장 설립
- 1972년 3월 17일 규포분교장 설립
- 1984년 3월 1일 추도분교장 통폐합
- 1987년 2월 28일 규포분교장 통폐합
- 1996년 2월 28일 사도분교장, 조발분교장 통폐합
- 1996년 3월 1일 여산초등학교로 개칭
- 1998년 3월 1일 둔병분교장 통폐합
- 2001년 3월 1일 적금분교장 통폐합, 안일초등학교 여산분교장으로 통합
- 2012년 3월 1일 안일초등학교로 통폐합